# Oberteisbach

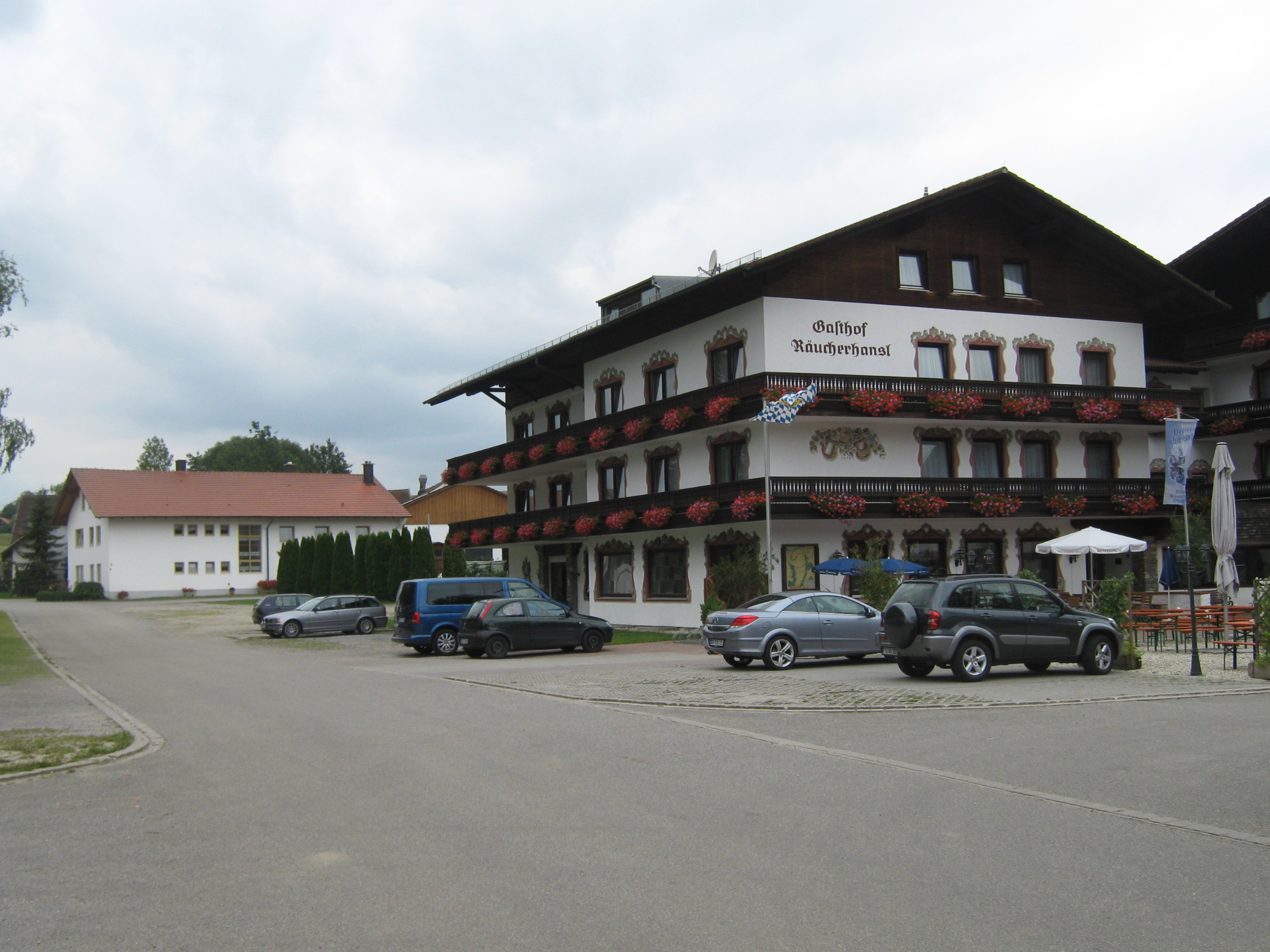
Der Gasthof Räucherhansl dominiert Oberteisbach

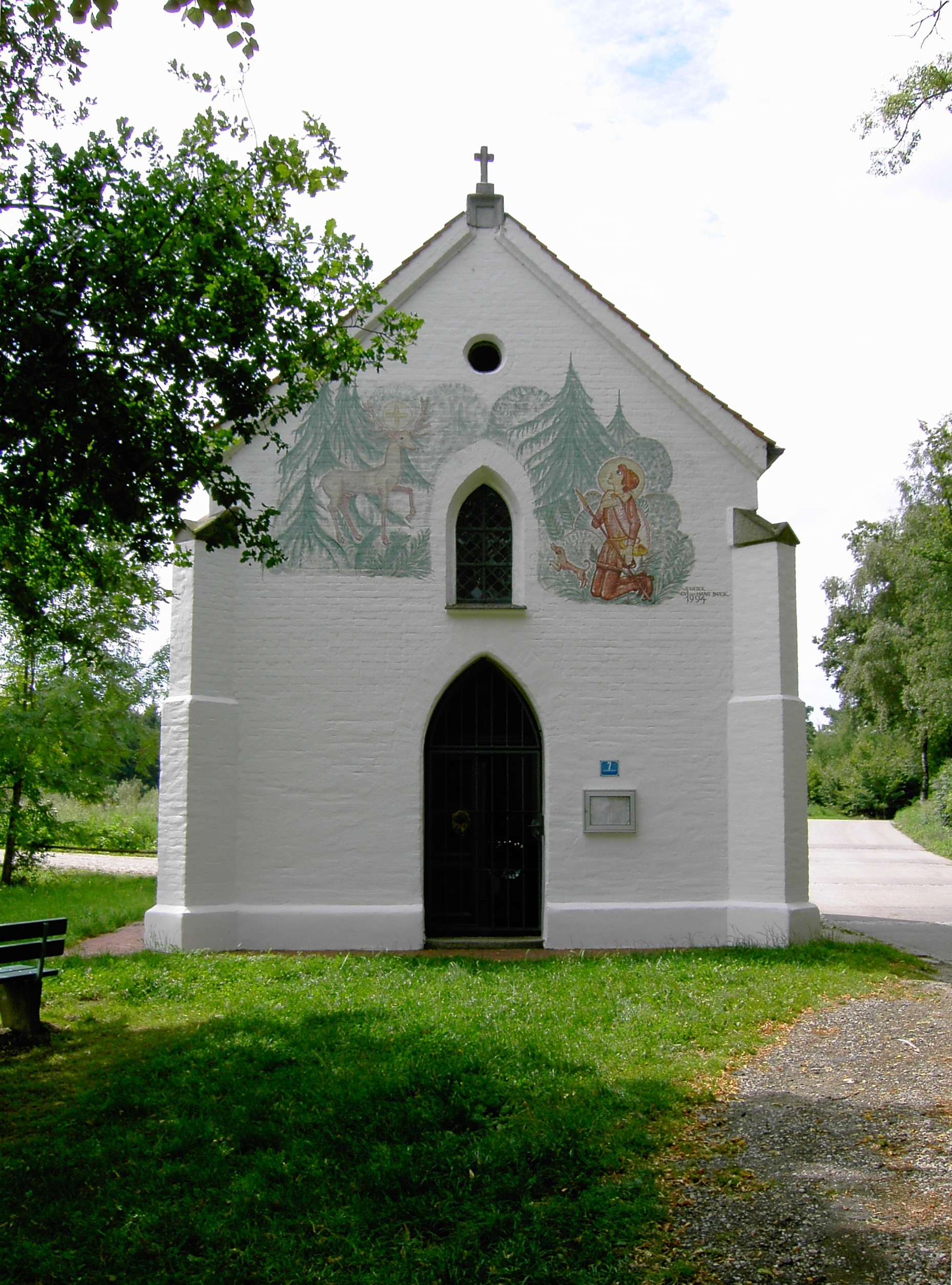
Auch die abgelegene Kapelle Heimlichleiden wird zu Oberteisbach gerechnet.

Oberteisbach ist ein Gemeindeteil der Gemeinde Loiching im Landkreis Dingolfing-Landau (Regierungsbezirk Niederbayern, Bayern). Der Ort liegt in der Gemarkung Weigendorf.

## Geographie
Der Weiler liegt unmittelbar westlich der Kreisstraße DGF 16 in den flachen linksseitigen Hanglagen des Teisbachtals. Er wird dominiert vom Landgasthof Räucherhansl, mit angeschlossenem Dreisterne-Hotel mit 55 Zimmern, und ist umgeben von Ackerflächen. Er wird vom Piegendorfer Bach durchflossen, der weiter östlich unterirdisch dem Teisbach zufließt.

## Bevölkerung
Zur Volkszählung vom 25. Mai 1987 wurde im Weiler Oberteisbach eine Bevölkerung von 28 in 7 „Gebäuden mit Wohnraum“ mit jeweils einer Wohneinheit nachgewiesen.
Müllers großes deutsches Ortsbuch (30. Ausgabe 2007) gibt 23 Einwohner an, allerdings ohne Zeitbezug.
Zum Stichtag des Zensus vom 9. Mai 2011 wurden 32 Einwohner in Oberteisbach nachgewiesen, und zum Zensus vom 15. Mai 2022 waren dies 36 Einwohner.

## Kultur und Sehenswürdigkeiten

### Bauwerke
Etwa 800 Meter nordöstlich von Oberteisbach und oberhalb des rechten Steilhang des Teisbachtals liegt die Kapelle Zum heimlichen Leiden, zu der eine Gemeindestraße den bewaldeten östlichen (rechtsseitigen) Steilhang des Teisbachtals empor führt. Obwohl abseits gelegen, ist das Gebäude mit der Hausnummer Oberteisbach 7 dem Gemeindeteil zugeordnet.

### Regelmäßige Veranstaltungen
Alljährlich im Fasching wird am unsinnigen Donnerstag im Landgasthof Räucherhansl der Weiberfasching Nacht der Frauen der Narrenhochburg Teisbach veranstaltet. Der Landgasthof selbst veranstaltet jährlich im August das Weilerfest.

## Geschichte
Der Ort wird erstmals 1296 geschichtlich erwähnt.
Im Mittelalter gab es eine Burg Obertaisbach rund 400 Meter östlich des heutigen Weilers im Herrnholz, eine Höhenburg und Spornburg am steilen rechten (östlichen) Hang des Teisbachtals.
Vor der Errichtung der Gemeinde Weigendorf durch das Gemeindeedikt 1808/1818 gehörte Oberteisbach zur Obmannschaft Weigendorf des Amtes Teisbach, und danach zur Gemeinde Weigendorf, die 1978 nach Loiching eingemeindet wurde. Anders als dem Ortsteilnamen nach zu vermuten gehörte Oberteisbach also nicht zur Marktgemeinde Teisbach, wenngleich es ab 1946 von deren Seite Bestrebungen gab, Oberteisbach und weitere kirchlich und schulisch nach Teisbach orientierte Loichinger Ortsteile (Piegendorf, Maßendorf, Goben) nach Teisbach einzugliedern.
Im 19. Jahrhundert war das frühere Brandstetter-Wirtshaus in Oberteisbach (vorher im benachbarten Piegendorf) eines der Zentren des öffentlichen Lebens der Pfarrei Loiching. Seit der Einrichtung der Pfarrei Teisbach im Jahr 1918 gehört das Gebiet mit Oberteisbach, Piegendorf und der Kapelle Heimlichleiden zur Pfarrei Teisbach.